# Министерство экономического развития и борьбы с бедностью Республики Узбекистан
Министерство экономического развития и борьбы с бедностью Республики Узбекистан (узб. Respublika Iqtisodiy rivojlanish va qashshoqlikka qarshi kurashish vazirligi) является органом управления в сфере экономики Узбекистана.

## Функции
1) в сфере анализа и прогнозирования макроэкономических индикаторов и разработки предложений по внедрению рыночных механизмов управления экономикой и формированию стратегий развития её основных отраслей:
осуществляет, исходя из целей и приоритетов социально-экономического развития страны, системный мониторинг и анализ процессов рыночных реформ и либерализации экономики и на этой основе вырабатывает меры по расширению масштабов либерализации и модернизации экономики;
вырабатывает на основе критического анализа предложения по расширению внедрения рыночных методов и механизмов управления экономикой, сокращению и оптимизации государственного регулирования экономикой;
разрабатывает вариантные сценарии, программы и концепции развития республики в разрезе отраслей экономики и территорий на среднесрочный и долгосрочный периоды;
2) в сфере стимулирования развития частного предпринимательства, создания благоприятных условий для улучшения деловой среды и сокращения доли «теневой» экономики:
разрабатывает комплексные меры по стимулированию развития предпринимательской деятельности и увеличению доли частного сектора в отраслях экономики и малых промышленных зонах;
3) в сфере разработки стратегий (моделей) развития промышленности страны на основе рационального размещения производственных сил, эффективного использования имеющихся природных и экономических ресурсов регионов:
разрабатывает предложения по повышению эффективности инвестиций, направляемых на реализацию производственных, инфраструктурных и социальных инвестиционных проектов;

## История
Учрежден Указом Президента Республики Узбекистан от 24 декабря 2002 года № ПФ-3183 «О реорганизации Министерства макроэкономики и статистики Республики Узбекистан». Утверждено постановлением Кабинета Министров Республики Узбекистан № 37 от 22 января 2003 года «Об организации деятельности Министерства экономики Республики Узбекистан». Структура Министерства экономики Республики Узбекистан утверждена постановлением Президента Республики Узбекистан от 4 августа 2015 года №PQ-2385 «О внесении изменений в структуру центрального аппарата Министерства экономики Республики Узбекистан». В 2018 году указом Президента Узбекистана преобразовано в Министерство экономики и промышленности. Министерство экономического развития и борьбы с бедностью Республики Узбекистан была создана в соответствии с Постановлением Президента Республики Узбекистан от 26 марта 2020 года №PQ-4653 «Организация деятельности Министерства экономического развития и борьбы с бедностью Республики Узбекистан и её системных организаций»
В январе 2023 года Министерство экономического развития и борьбы с бедностью Республики Узбекистан было реорганизовано, а его функции по борьбе с бедностью переданы вновь созданному Министерству занятости и сокращения бедности.
В рамках программ по снижению уровня бедности в мае 2023 года в одном районе каждой области Узбекистана была запущена инициатива, основанная на опыте Китая, направленная на поддержку семей с низкими доходами и их экономическую интеграцию.
В сентябре 2024 года в Ташкенте состоялась 9-я встреча Международной сети сотрудничества по вопросам многомерной бедности (MPPN), на которой обсуждались эффективные стратегии борьбы с бедностью и социальным неравенством.
В феврале 2025 года министр экономики и финансов Республики Узбекистан Р. Назаров отметил прогресс страны в повышении качества жизни населения и развитии сельских территорий, подчеркнув необходимость дальнейшего сокращения разрыва между городскими и сельскими районами.

## Задачи
Министерство экономического развития и борьбы с бедностью Республики Узбекистан осуществляет свои задачи путем разработки прогнозов и программ, связанных с социально-экономическим развитием страны и обеспечения их реализации, а также координации деятельности министерств и ведомств, входящих в состав Общехозяйственного комплекса Кабинета Министров Республики Узбекистан.

## Министры
- 2002—2005 гг. — Рустам Азимов (министр макроэкономики и статистики).
- 2005—2006 гг.- Вячеслав Голишев
- 2006—2009 гг. — Батыр Ходжаев
- 2009—2010 гг. — Суннатилла Бекенов
- 2010—2011 гг.- Равшан Гуломов
- 2011—2017 гг. — Галина Саидова
- 2017-2020гг — Батыр Ходжаев
- 2020 г. — Джамшид Кочкаров